# Twee Gebroeders (schip, 1930)
De Twee Gebroeders is het vijfde skûtsje waarmee de commissie Eernewoude (Earnewâld) deelneemt aan de wedstrijden van de Sintrale Kommisje Skûtsjesilen (SKS). Het skûtsje werd in 1930 gebouwd op scheepswerf Van der Werff in Buitenstverlaat bij Drachten. Het heeft brandmerk 444 B Leeuw 1954. Het schip is sinds 2004 eigendom van de Stichting Earnewâldster Skûtsje. 
In het stamboek komen al zo'n 50 Twee Gebroeders voor, dit schip is herkenbaar aan de E in het zeil, het zeilteken waarmee sinds 1958 (met invoering van de zeiltekens binnen de SKS) alle skûtsje van Eernewoude varen. 

## Commissie Eernewoude
Eernewoude was de eerste SKS-commissie die, met steun van de gemeenschap, een eigen skûtsje kocht. In 1956 werd de Nijverheid van de in Eernewoude wonende vrachtschipper Berend Mink, die hiermee vanaf 1949 als privéschipper aan de SKS-wedstrijden deelnam, overgenomen. Mink bleef als schipper aan het schip verbonden en in 1956 en 1957 werd hij kampioen met dit schip. In 1963 werd het tweede skûtsje aangekocht die ook de Nijverheid werd genoemd.
In 1966 werd het derde skûtsje gekocht, de De Jonge Jan, waarmee schipper/eigenaar Jan Sijtema in 1952 en schipper Tjitte Jansz Brouwer in 1953 kampioen waren geworden. Als schipper werd Hylke Baukesz de Vries aangesteld en na hem volgden Jacob Alesz Zwerver en Hidzer Lodewijksz Meeter. Tussen 1982-2000 en 2006-2019 werd met dit skûtsje de meeste jaren (met verschillende schippers) deelgenomen bij IFKS. In de tussenliggende periode 2001-2005 zeilde commissie Langweer met skûtsje bij de SKS en weer vanaf 2020.
In de periode van Meeter werd in 1978 het vierde skûtsje gekocht, de Emanuel waarmee tot en met 2003 werd gevaren. Hiermee bezorgde Jeen Zwaga, een van de zoons van schipper Ulbe Zwaga, Eernewoude in 1982 en 1983 het derde en vierde kampioenschap. Zwaga werd in 1997 opgevolgd door Pieter Brouwer die in 2004 overstapte naar het skûtsje van Heerenveen. 
Hierop werd Gerhard Pietersma als schipper aangesteld en werd in 2006 de Twee Gebroeders gekocht. In 2014 werd de derde en in 2016 de tweede plaats in het eindklassement behaald. In 2023 werd Sieberen van Terwisga als schipper aangesteld. 
Met twee oud-skûtsjes van Eernewoude zijn kampioenschappen behaald bij de IFKS. Met de de Jonge Jan werd Jelle Talsma in 2007 kampioen in de C-klasse, in 2008 in de B-klasse en in 2009 en 2014 in de A-klasse en Fonger Talsma in 2017 in de B-klasse. Met de Emanuel behaalde Merijn Olsthoorn in 2017 het kampioenschap in de A-klasse. 

### Skûtsjes
- Nijverheid  (1) (1956-1962)
- Nijverheid  (2) (1963-1965)
- de Jonge Jan (1966-1977)
- Emanuel (1978-2005)
- Twee Gebroeders (2006-heden)

### Schippers
- 1956-1965: Berend Mink
- 1966-1970: Hylke Baukesz de Vries
- 1971-1974: Jacob Alesz Zwerver
- 1975-1980: Hidzer Lodewijksz Meeter
- 1981-1996: Jeen Ulbesz Zwaga
- 1997-2003: Pieter Sietsesz Brouwer
- 2004- 2022: Gerhard Pietersma
- 2023- heden: Sieberen van Terwisga